# Екзитус
„Екзитус“ е български игрален филм (драма) от 1988 година на режисьора Красимир Крумов. Сценарият е на Красимир Крумов по мотиви от едноименната новела на Златомир Златанов. Оператор е Христо Бакалов, втори оператор Войчех Тодоров.

## Сюжет
В сутерена на филмово студио е намерен служител, умрял след препиване. Оказва се, че всички знаят само прякора му и в болницата никой не може да съобщи истинското му име. Идентифицирането на служителя е изпитание за морала на неговите колеги.

## Актьорски състав
- Румен Трайков – управителят на киното
- Петър Попйорданов – Лаки
- Барбара Прокопюк – норвежката Ерика
- Иван Григоров – огнярът Стефан
- Продан Нончев - директорът на киното
- Пенка Цицелкова - приятелката на управителя
- Румяна Бочева
- Стоян Гъдев - бездомния от вагона
- Мая Томова
- Калин Стефанов
- Анета Петровска
- Цветан Ватев
- Николай Борисов
- Румена Трифонова
- Свобода Молерова
- Христина Костадинова
- Васил Щерев
- Васил Инджев
- Георги Кодов
- Даниела Йорданова
- Марина Маринова
- Васил Чолаков
- Магдалена Кендерова
- Ани Гунчева
- Петър Нинков
- Вера Найденова
- Димитър Мадолев
- Асен Данев
- Желязко Данев
- Радой Челебиев
- Надежда Илкова
- Румен Кръстев
- Цветелин Милашки
- Димитър Георгиев
- Петър Пейков (не е посочен в надписите на филма)